# Нылга
Нылга́ (удм. Нылга) — село в Увинском районе Удмуртии, где является вторым по величине населённым пунктом, административный центр Нылгинского сельского поселения.
Расположено в 32 км к востоку от Увы и в 60 км к западу от Ижевска. Через село протекает река Нылга, правый приток Валы. Соединено автомобильными дорогами с Ижевском (Нылгинский тракт), Вавожем, Увой и Можгой.

## Происхождение названия
Предполагается что обе части старого двойного названия Нылги — «Нылги́-Жикья́» являются родовыми удмуртскими названиями:
- Нылга < ж. а. Ныл-эг < удм. «ныл» — «девочка»
- Жикъя < м. а. Жик-эй < возможно, корень «жик» — «аккуратно, крепко»[2]

## История
В официальных летописях Нылга-Жикья впервые упоминается в Ландратской переписи 1710—1716 годов в сотне Тотая Иванова. Согласно ей, деревня состояла из 10 дворов.
До революции село было центром в Нылги-Жикьиннской волости Сарапульского уезда Вятской губернии. По данным десятой ревизии в 1859 году в 80 дворах казённого села Нылга-Жикья при речке Нылге проживало 584 человека, действовали сельская расправа, мельница.
В 1929 году село становится центром Нылги-Жикьинского района, однако уже 1 января 1932 года район упраздняется, а Нылга-Жикья входит в Вавожский район.
В 1935 году район образуется вновь, уже называясь Нылгинским; название самого села сокращается до современного — Нылга. В 1963 году район вновь упраздняется, а Нылга присоединяется к Увинскому району.
В 1760 году в Нылге-Жикье был открыт приход, а в 1762 построена деревянная церковь, освящённая во имя Рождества Христова. Нылга-Жикья становится селом. 7 декабря 1813 деревянная церковь сгорела, а в 1822 году был построен каменный храм, действовавший до 1938 года.
В 1839 году в селе открывается народное училище, в котором русских и инородцев обучали чтению, письму, арифметике, богословию. Предполагалось двухгодичное обучение.
В XIX — начале XX века еженедельно в селе проводились ярмарки, на которые съезжались купцы из Казани и Ижевска.

### Нылги-Жикьнская волость
По состоянию на 1917 год Нылги-Жикьинская волость входила в 4-й стан Сарапульского уезда Вятской Губернии. Кроме самой Нылги-Жикьи в неё входило ещё 55 населённых пунктов. В 1923 году волость входит во вновь образованный Ижевский уезд Вотской АО, происходит деление на сельские советы. В 1924 году волость укрупняется за счёт присоединения населённых пунктов Большенорьинской, Кыйлудской и Александровской волостей, после чего она стала состоять из 7 сельсоветов: Кыйлудского, Лудзилского, Никольского, Нылги-Жикьинского, Парсьгуртского, Пычасского и Турунгуртского. Но уже в следующем году сельсоветы разукрупняются и появляются 5 новых: Косоевский, Кулябинский, Лоллезский, Сарчигуртский, Урдогуртский, а Лудзилский сельсовет упраздняется.
В 1929 году волость ликвидируется, а её сельсоветы передаются в Нылги-Жикьинский район.

### Нылгинский район
Нылги-Жикьинский район был образован постановлением президиума ВЦИК от 15 июля 1929 года, заменившим уездно-волостное территориальное деление на районное. В него вошли сельсоветы бывшей Нылги-Жикьинской волости. Просуществовав без изменений, район был ликвидирован 1 января 1932 года.
В 1935 году образуется Нылгинский район в составе 12 сельсоветов: Большенорьинского, Косоевского, Красного, Кулябинского, Кыйлудского, Лоллез-Жикьинского, Нылгинского, Парсьгуртского, Русско-Пычасского, Средненепостольского, Сяртчигуртского и Турунгуртского. В этом же году образуется ещё один — Капустинский сельсовет.
В 1951 году образуется Областновский сельсовет, а в 1954 — упраздняются Косоевский, Капустинский, Лоллезский и Сяртчигуртский сельсоветы.
В 1961 году район упраздняется.

## Население
| 1959 | 2010  | 2012  |
| ---- | ----- | ----- |
| 2153 | ↗2653 | ↗2698 |

## Экономика и социальная сфера
Основные предприятия села:
- ООО "Ижметдеталь"
- ООО «Нылгинская мебельная фабрика»[12]
- ООО СК «Лодос»
- ООО «Уралметалсервис»
- СПК «Нылга», преобразованное из одноимённого колхоза.

В Нылге работают МОУ «Нылгинская средняя общеобразовательная школа», МДОУ «Нылгинский детский сад № 1», МДОУ «Нылгинский детский сад № 3», МДОУ «Нылгинский детский сад № 4», МОУ ДОД «Нылгинский дом творчества», ЦБС Увинского района (филиал с. Нылга), Нылгинский детский дом, больница, клуб.

## Объекты культурного наследия
В Нылге находятся 2 объекта культурного наследия регионального значения:
- Братская могила 12 красноармейцев, расстрелянных белогвардейцами
- Памятник борцам за власть Советов, погибшим в годы Гражданской войны

## Улицы
| - 40 лет Победы улица - Базарный переулок - Береговая улица - Восточная улица - Гагарина улица - Животноводов улица - Заводская улица - Зеленая улица - Коммунальная улица - Красный переулок - Кузнечный переулок | - Ленина улица - Луговая улица - Луговой переулок - Механизаторов улица - Мира улица - Набережная улица - Новая улица - Октябрьский переулок - Полевая улица - Прудовая улица | - Речной переулок - Садовая улица - Северная улица - Советская улица - Советский переулок - Трактовая улица - Труда улица - Центральный переулок - Школьный переулок - Энергетиков улица - Юбилейная улица |